# 真岡鐵道
真岡鐵道株式会社（もおかてつどう）は、栃木県および茨城県で旧日本国有鉄道（国鉄）特定地方交通線を転換した鉄道路線真岡線を運営する第三セクター鉄道会社である。栃木県と沿線自治体などが出資している。

## 歴史
路線としての歴史は「真岡鐵道真岡線」の項を参照。
- 1987年（昭和62年）10月12日 - 設立[5]。
- 1988年（昭和63年）4月11日 - 東日本旅客鉄道（JR東日本）真岡線を転換し、真岡線開業[5]。
- 1994年（平成6年）3月27日 - 「SLもおか」運行開始[5][6]。
- 1998年（平成10年）9月15日 - 関東鉄道と「常総線・真岡鐵道線共通一日自由きっぷ」の発売を開始。
- 2019年（令和元年）8月8日 - 枕木オーナー制度による寄付募集を発表[7]。
- 2024年（令和6年）4月 - 運転士による酒気帯び運転が発覚。詳細は後節参照。

## 路線
- 真岡線 下館駅 - 茂木駅間（41.9 km・17駅、第一種鉄道事業）

## 車両
沿線自治体で組織する芳賀地区広域行政事務組合と筑西市（運行開始時は下館市）の委託を受け、1994年（平成6年）3月27日から蒸気機関車牽引列車（SL列車）として「SLもおか」を運行しており、蒸気機関車（SL）を保有している。

### 現有車両
- 気動車
  - モオカ14形 - 2002年（平成14年）からモオカ63形（後述）の置き換え用として導入された[8]。
- 客車
  - オハ50形・オハフ50形 - 「SLもおか」の客車として、JR東日本から譲り受けたもの[6][8]。日本国内で、原形を保っている唯一の50系客車である。
- 蒸気機関車
  - C12形（66号機「川俣号」） - 真岡鐵道での運行前は福島県伊達郡川俣町の川俣ふもと川団地（旧国鉄川俣線岩代川俣駅跡）に保存されていた[6][8]。1999年（平成11年）にNHK連続テレビ小説『すずらん』の撮影に使用された[8]。
- ディーゼル機関車
  - DE10形 (1535) - DD13 55（後述）の置き換え用として、同機の運用離脱前の2004年（平成16年）8月下旬にJR東日本から購入した[8]。「SLもおか」の回送時、およびSL不調時等の補助機関車（補機）用に使われるが、「SLもおか」運行日に限り真岡駅への回送を兼ねて下館駅 - 真岡駅間で営業運転を行う[8]。

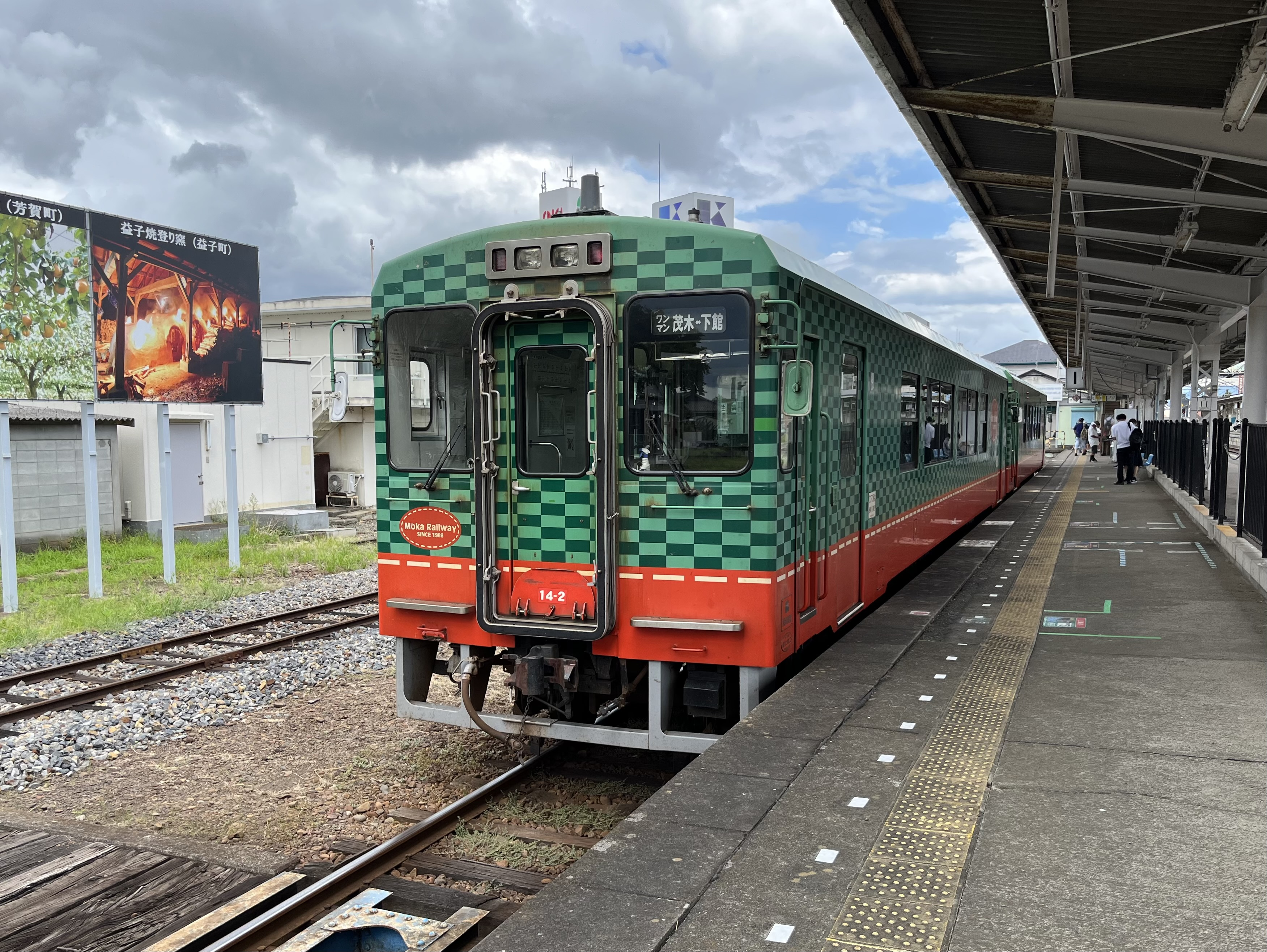
現在の真岡鐵道の主力であるモオカ14形
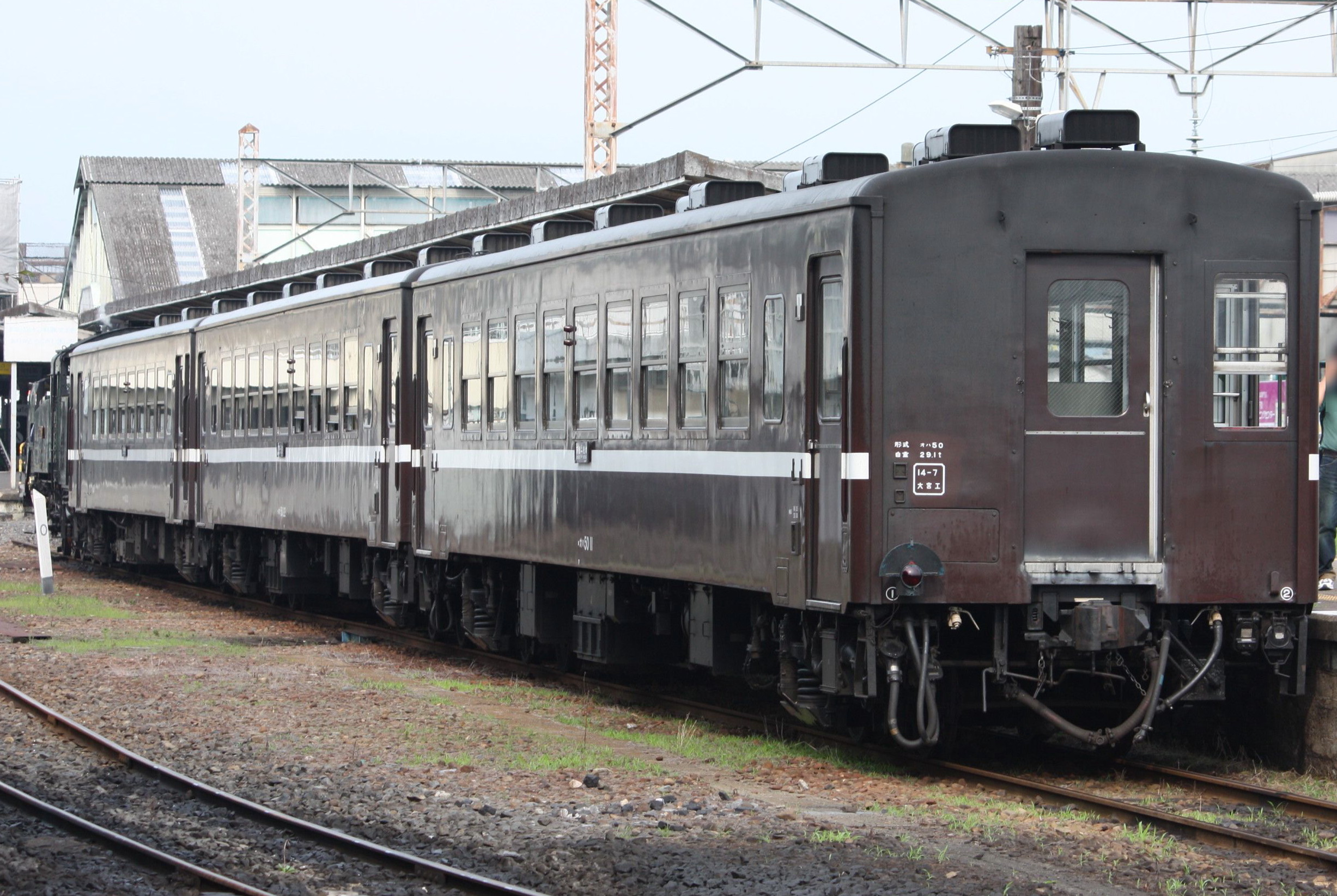
SLもおか用50系客車（リニューアル前）
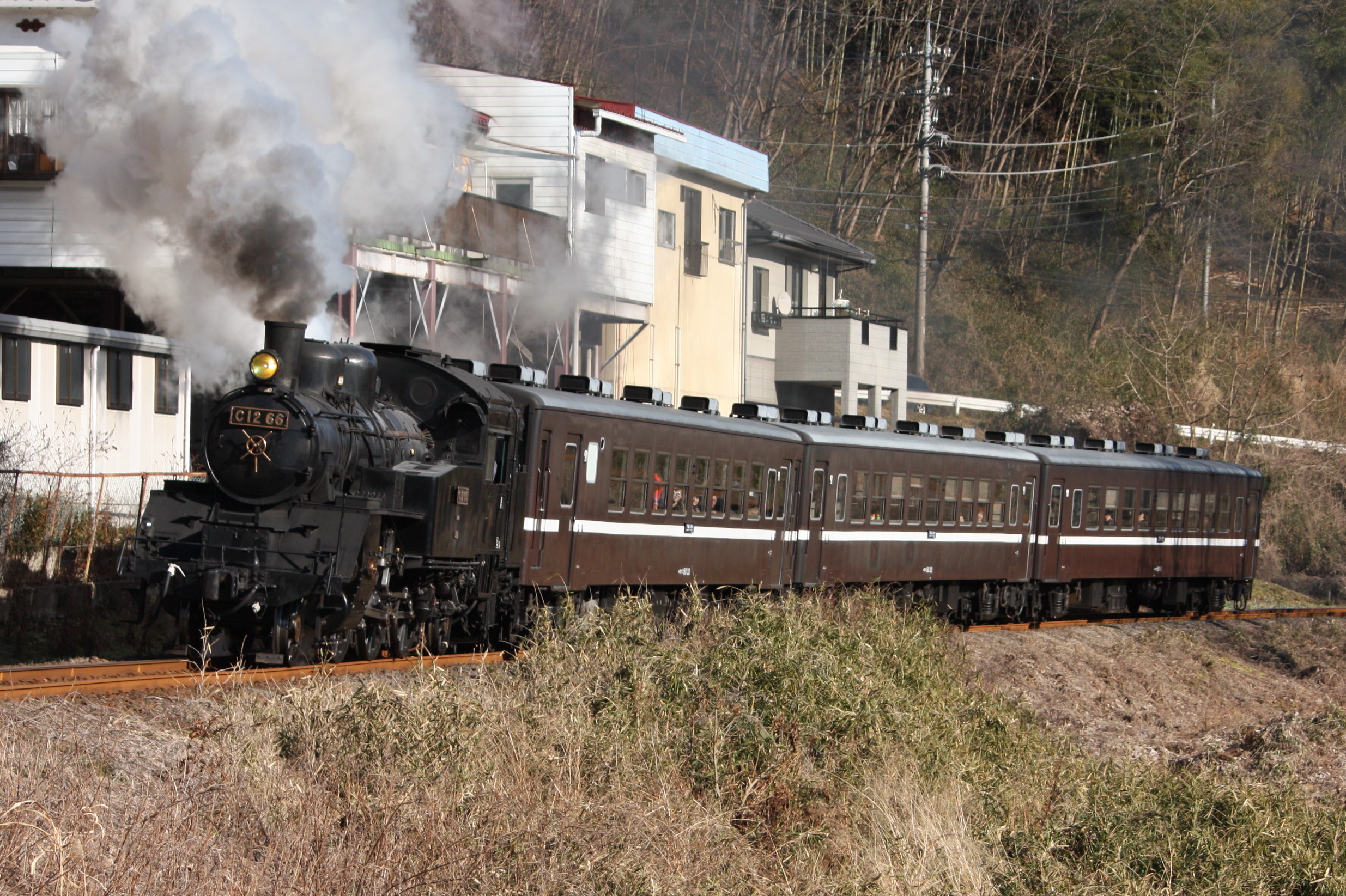
C12 66牽引の「SLもおか」
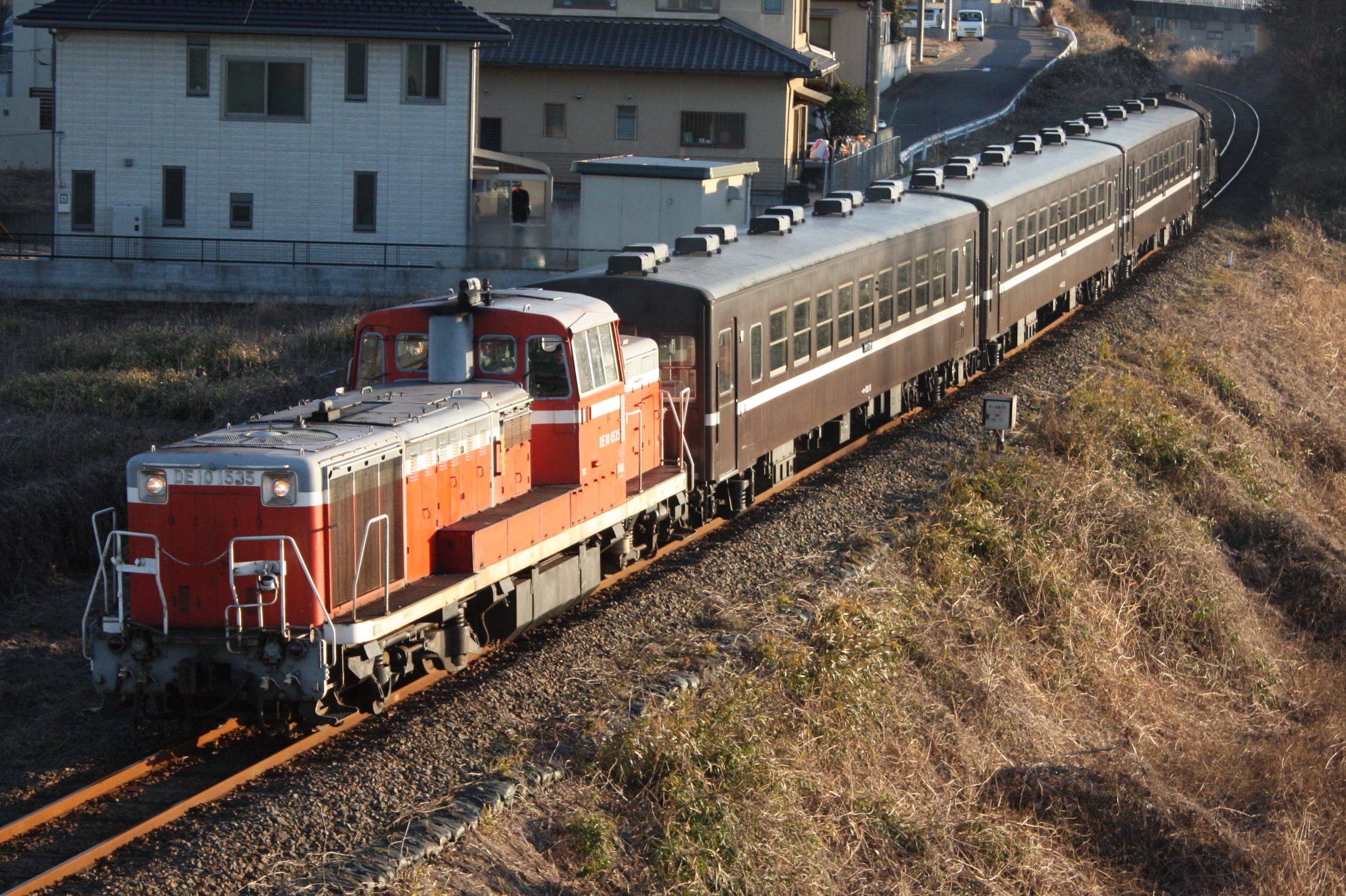
DD13形の置換え用として移籍してきたDE10 1535

### 過去の在籍車両
- 気動車
  - モオカ63形 - 1988年（昭和63年）の開業に際して導入された軽快気動車（富士重工業製のLE-Car II）[8]。後継のモオカ14形に置き換えられ、2006年（平成18年）に形式消滅[8]。
- 蒸気機関車
  - C11形（325号機「水原号」） - 真岡鐵道での運行前は新潟県北蒲原郡水原町（現・阿賀野市）の町立水原中学校構内に保存されていた[8]。動態復元後、自社線内で運用されたほか、行楽時期にJR東日本に貸し出されたこともあり、只見線や磐越東線で運用された実績がある[8]。この車両は1946年（昭和21年）製で、2006年（平成18年）に還暦を迎えたため、同年12月9日から11日までは赤いナンバープレートを装着した上で運用に就いた。その後、維持費確保が困難になったため2018年（平成30年）に運用の終了が発表され、2019年（平成31年）3月に東武鉄道へ売却される見通しとなった[9][10][11]。2019年（令和元年）12月1日のラストランを最後に真岡鐵道での運用を終了[12]。2020年（令和2年）7月30日に東武鉄道へ譲渡され[13]、同年12月26日から東武鬼怒川線の「SL大樹」の牽引機として運用されている[14]。
- ディーゼル機関車
  - DD13形 (55) - 元は1992年（平成4年）に神奈川臨海鉄道から購入したDD55 4である[8]。SL列車の補機・回送用として使用されたが、2004年（平成16年）11月2日のさよなら運転を最後に運用を終了した[8]。

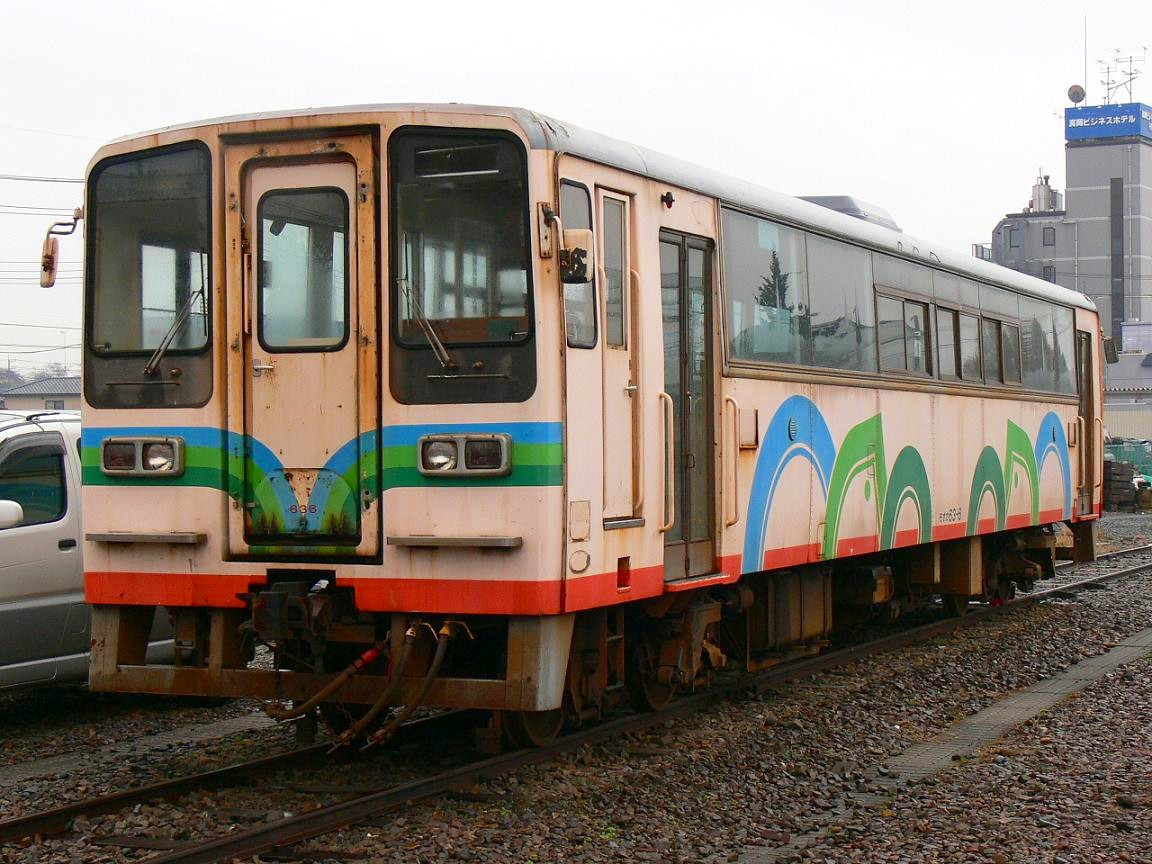
モオカ63形
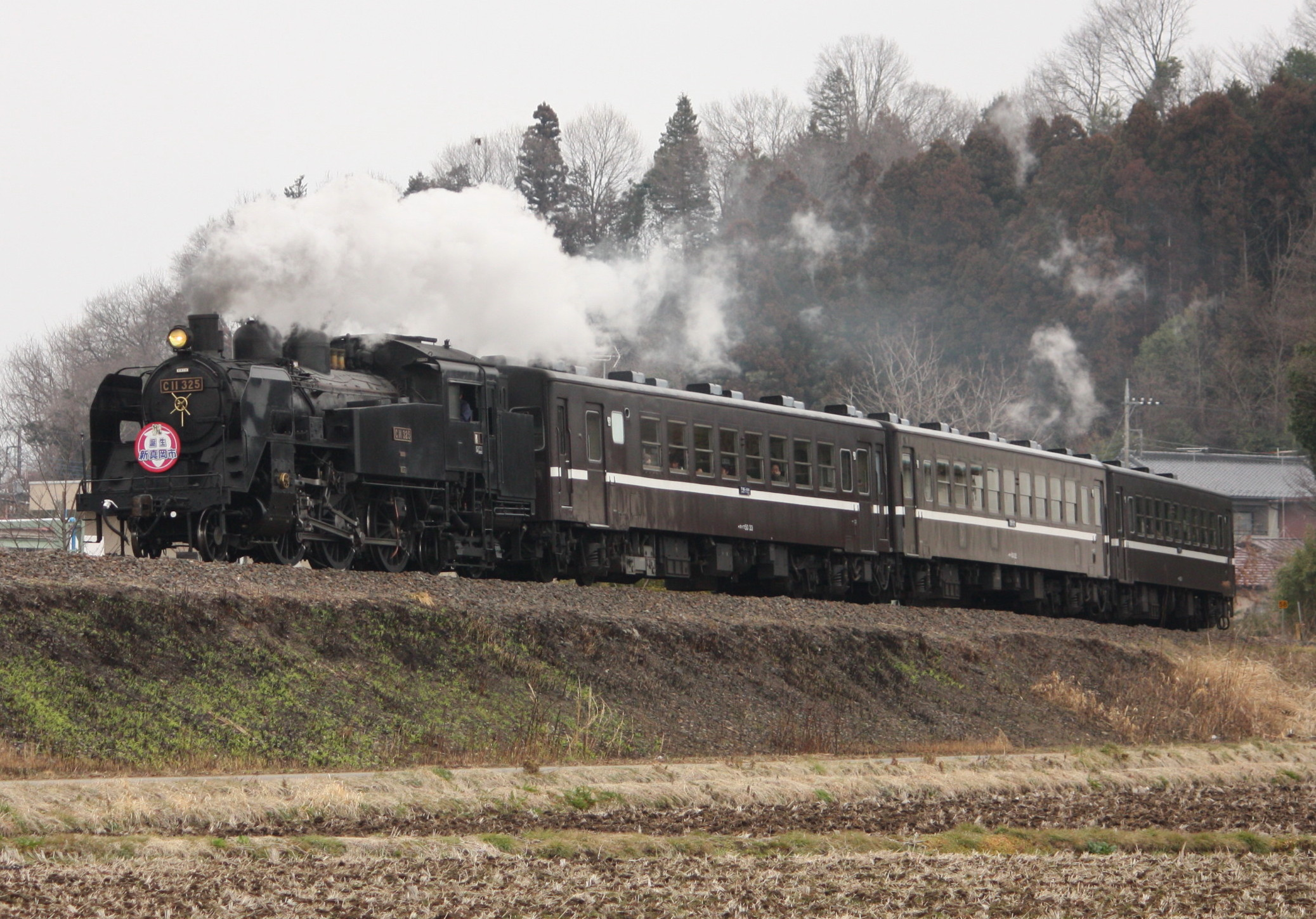
C11 325牽引の「SLもおか」
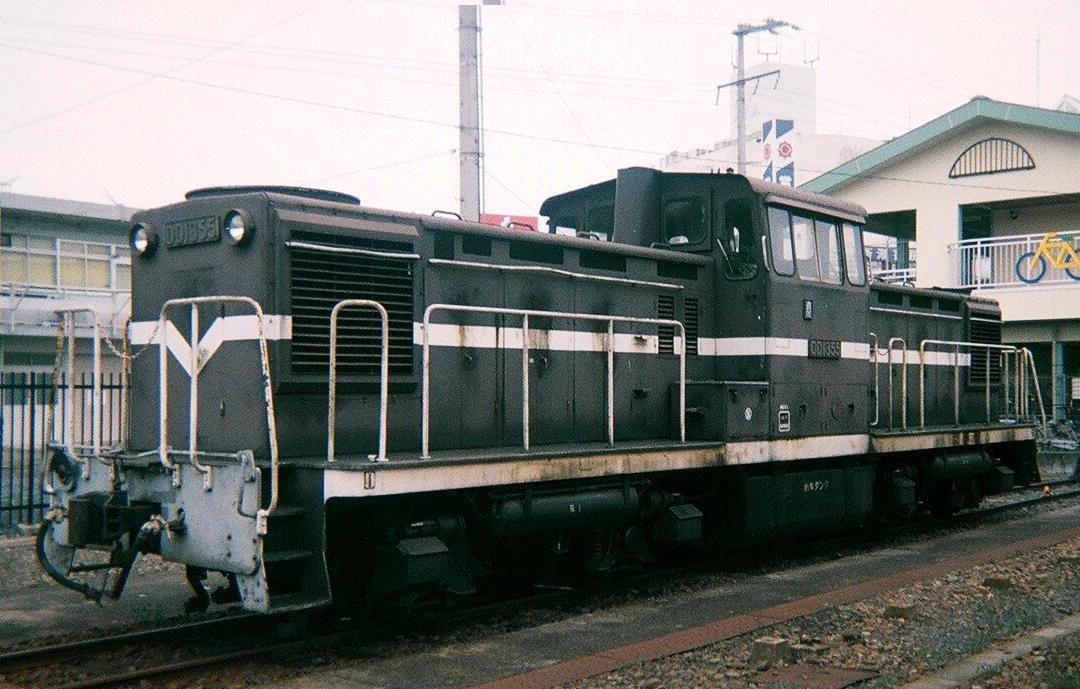
DD13 55

## イメージキャラクター
- 綿道もか（わたみちもか） - 愛称は2020年（令和2年）9月にインターネット上の一般公募により決定された。 「綿道」は真岡鐵道の愛称が伝統産業の真岡木綿にちなんで「コットン・ウェイ」であることに由来。「もか」は真岡駅のローマ字表記「MOKA」に由来。C12 66（川俣号）をモデルにした擬人化キャラクター[15]。

## 不祥事

### 運転士による酒気帯び運転
2024年4月に、同社の50歳代の運転士が、乗務前の呼気検査で、基準を超えるアルコール分が検出されたにもかかわらず「SLもおか」を運転していたことが、同年6月に一部報道で発覚。さらに、同社は報道で事実が判明するまで、国土交通省関東運輸局に対し、3回目の呼気検査が未実施であるにもかかわらず「実施した」と虚偽説明をしていたことも判明。同運輸局は6月19日に同社に立入検査を実施した。その後同社は、当該の運転士を停職1カ月及び降格、虚偽説明をした指令を減給1カ月、事業部長・専務ら3人を監督責任を問う形で減給・訓戒などの処分とした。国土交通省関東運輸局は2024年8月5日に、同社に対し実施した保安監査の結果を公表。それによると、同社在籍の運転士計20人が、アルコール検査を継続的に行っていなかったことが判明し、同社に対し改善を指示した。